# Majdalena zastávka
Majdalena zastávka – przystanek kolejowy w miejscowości Majdalena, w kraju południowoczeskim, w Czechach. Położony jest na linii Veselí nad Lužnicí - Gmünd. Znajduje się na wysokości 440 m n.p.m.
Na przystanku nie ma możliwości zakupu biletów, a obsługa podróżnych odbywa się w pociągu.

## Linie kolejowe
- 226 Veselí nad Lužnicí - Gmünd